# Iconografia dels sants

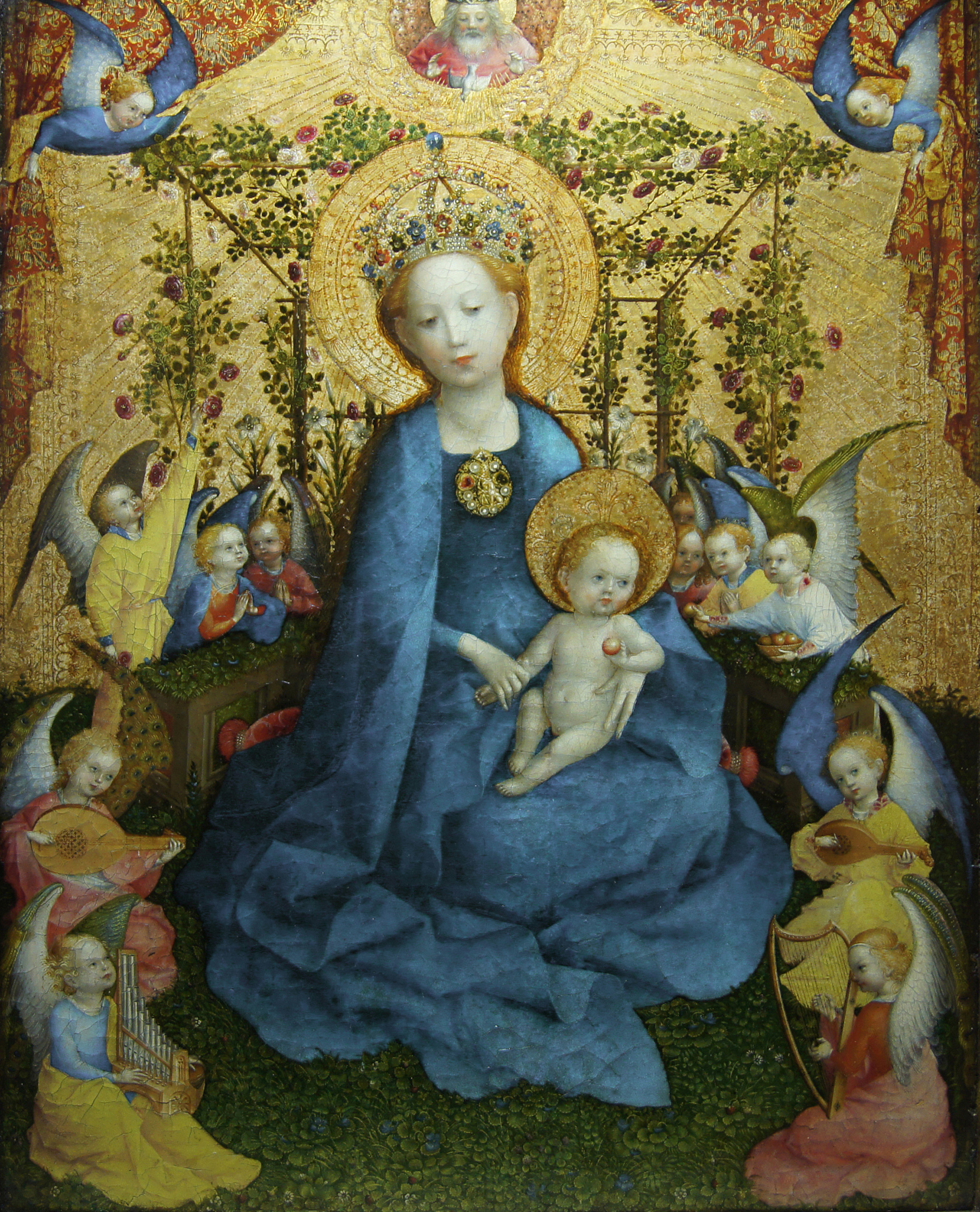
Rosenhagmadonna de Stephan Lochner

La iconografia dels sants presenta i inventaria les característiques dels atributs que identifiquen els Sants, com són la seva roba tradicional, objectes típics o animals de companyia. A les imatges es refereix sobretot a l'art elaborat a l'edat mitjana occidental, incnt la pintura o escultura dels sants. L'objectiu d'aquestes representacions era fer-les accessibles per a illetrats. Els símbols es fonamenten en llegendes religioses, així com en narracions antigues, que van ser adaptades en el cànon cristià.
La llista següent fa referència sobretot a la representació pictòrica de sants al món occidental. La icona té la seva pròpia tradició d'imatge, que es distingeix de les representacions occidentals.

## Atributs generals
- Bàcul pastoral: es troba acabat amb forma de essa a partir de l'any 1500 i acompanya els abats i abadesses sants.
- Bàcul pastoral i la mitra. el porten els bisbes sants i els abats mitrats.
- El Llibre pot trobar-se al costat de tots els sants, en particular els evangelistes, apòstols i Doctors i Pares de l'Església.
- Drac: si el drac es troba sota dels peus, simbolitza la victòria sobre els pagans i els heretges.
- Bandera: la bandera es troba junt amb els sants d'origen noble o militars, igualment acompanya a la personificació de la Ecclesia.
- Calze: acompanya les imatges dels sacerdots.
- Maqueta d'església: es troba amb els fundadors d'esglésies o monestirs, o d'ordes religiosos.
- Creu: la creu acompanya els religiosos, sobretot els predicadors o els eremites i penitents.
- Corona: la corona implica la descendència noble, la reialesa del sant o la recompensa divina, en aquest context s'aplica sobretot a màrtirs virginals.
- Llança: aquesta arma acompanya els soldats sants o els martiritzats amb ella.
- Lliri: el lliri simbolitza virginitat i puresa.
- Palma del martiri: simbolitza que el sant ha estat martiritzat; és la victòria sobre el món i la carn, sobretot pel martiri.
- Bastó de pelegrí, Borsa de pelegrí, Barret de pelegrí: accessoris dels pelegrins.
- Globus imperial: es troba en les representacions dels reis sants.
- Rosari: la imatge d'un rosari simbolitza la devoció a Maria.
- Espasa: l'espasa acompanya els cavallers sants i els decapitats.
- Calavera: la representació d'una calavera simbolitza el rebuig del plaer de viure, s'associa a penitents i eremites.
- Ceptre: aquest objecte acompanya els emperadors i reis sants.

## Atributs dels sants

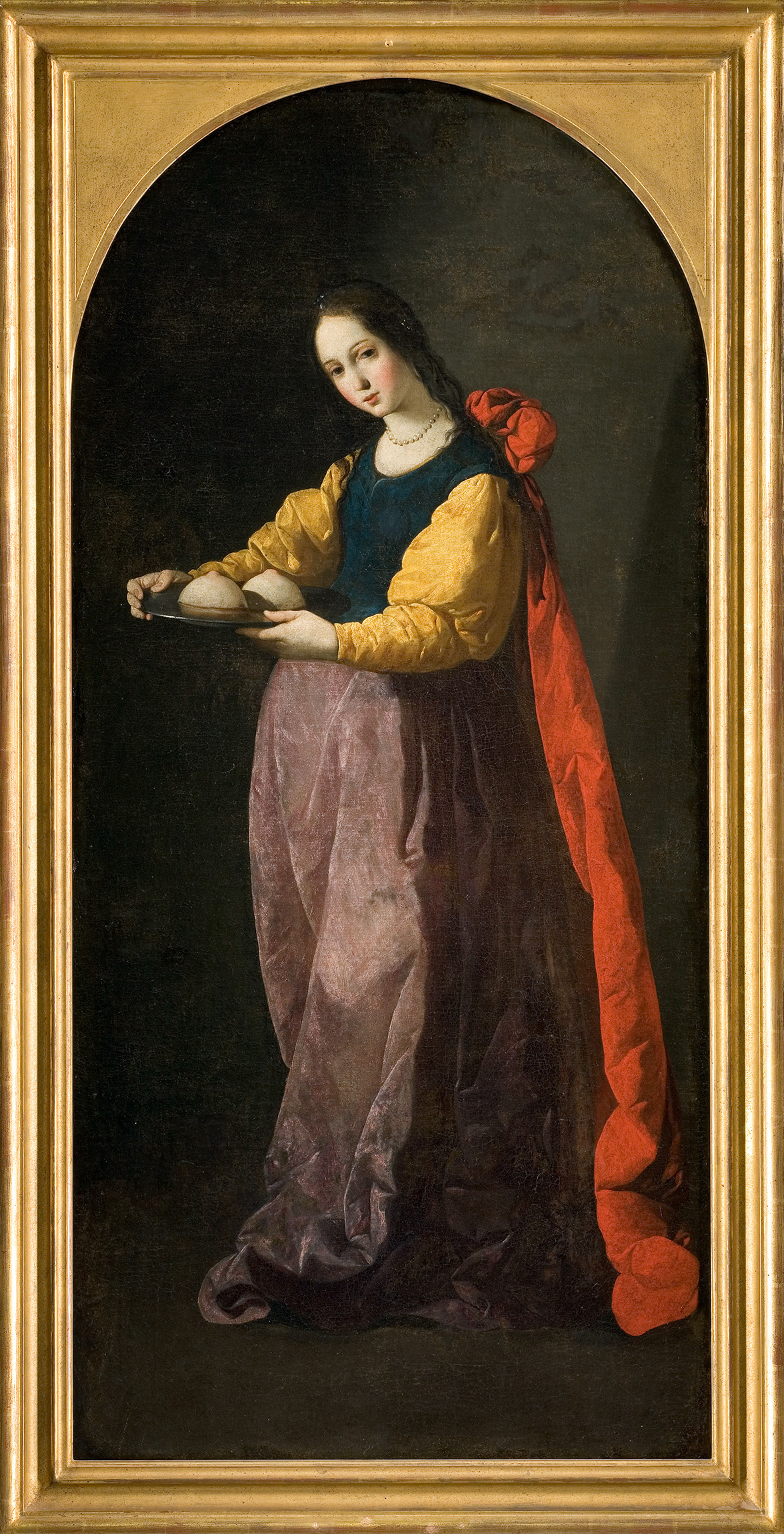
Santa Àgata pintada per Francisco de Zurbarán

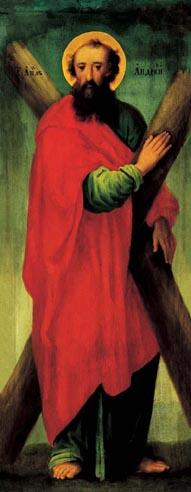
Icona de Sant Andreu

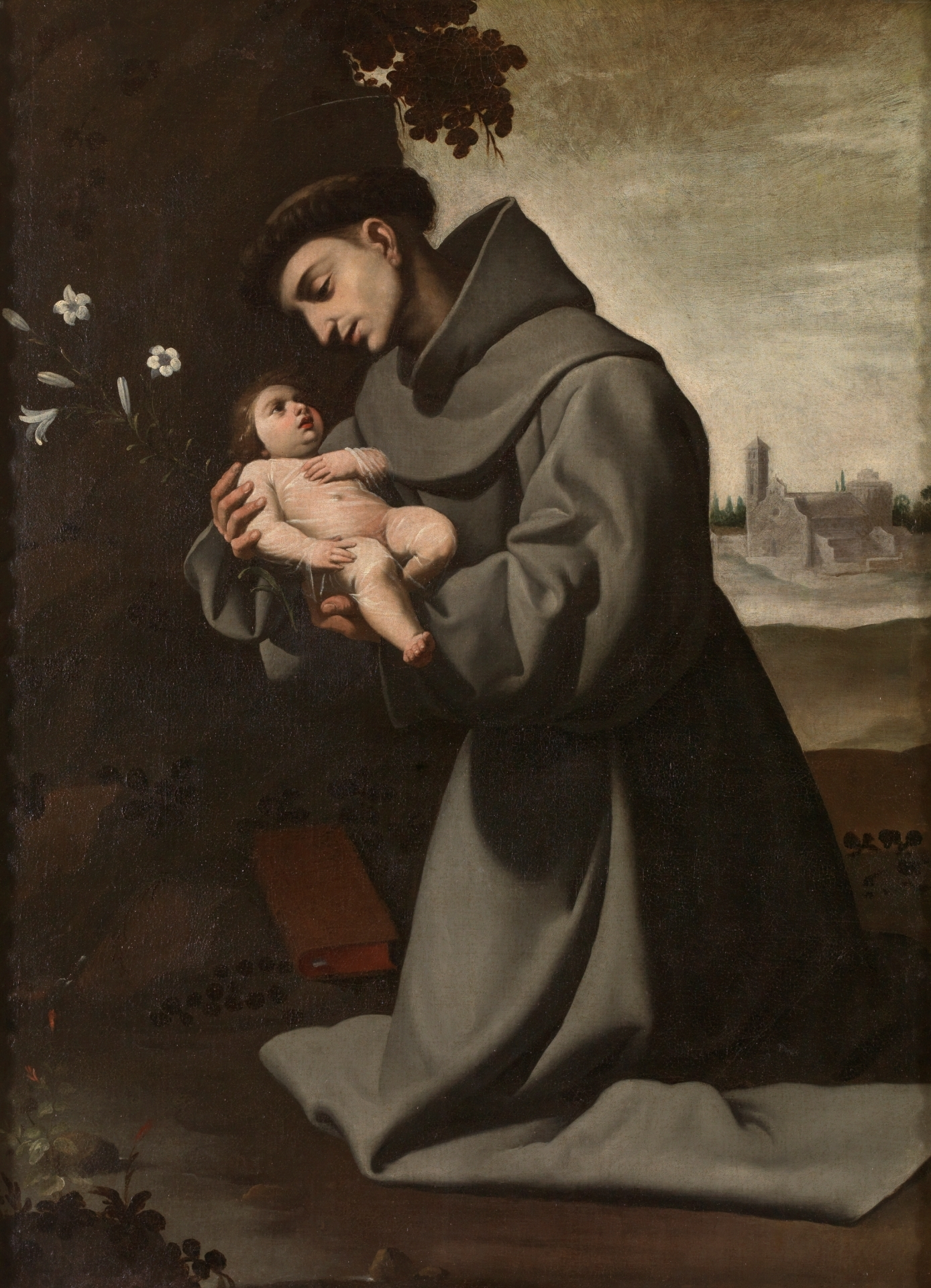
Antoni de Pàdua pintat per Francisco de Zurbarán

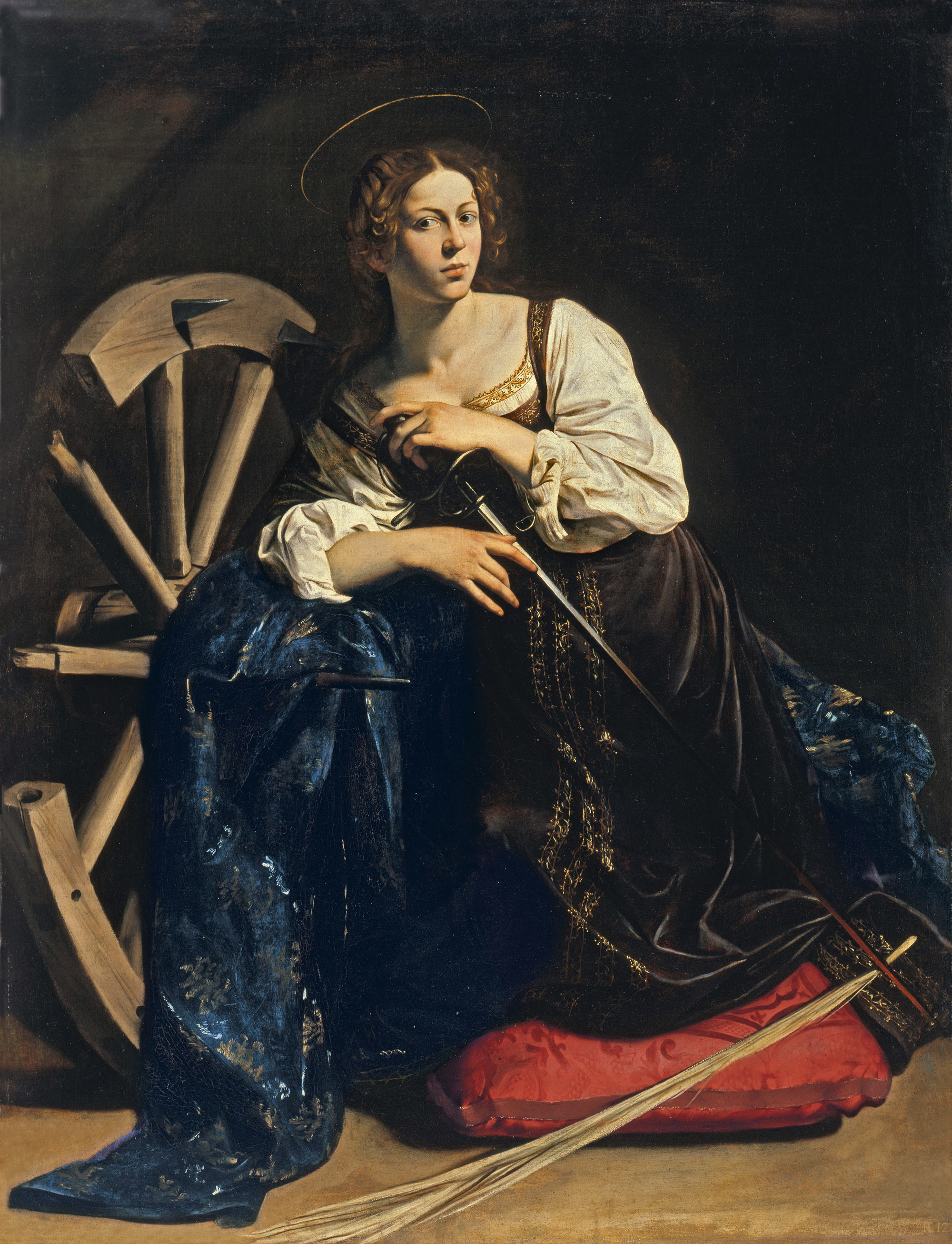
Caterina d'Alexandria pintada per Caravaggio

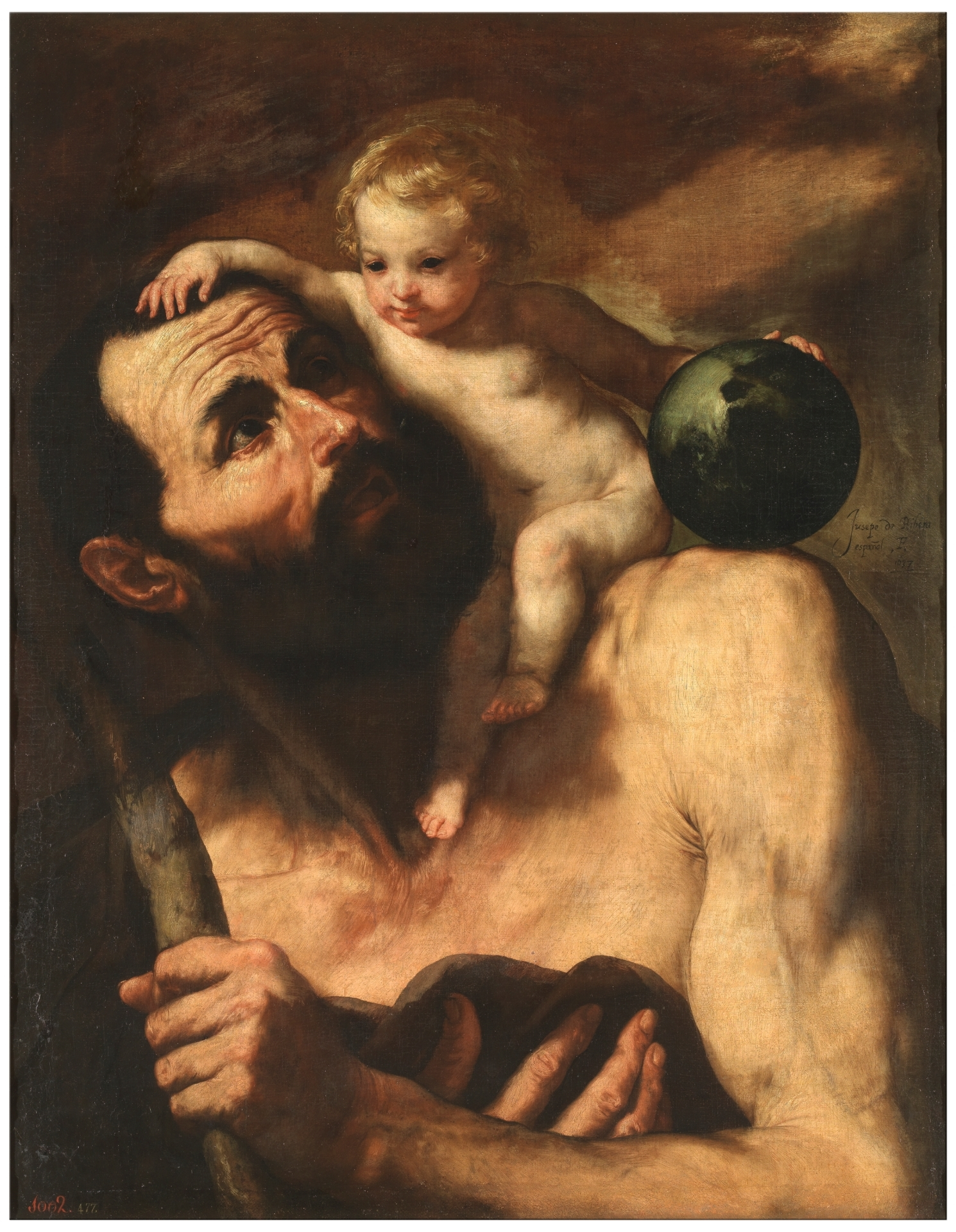
Sant Cristòfol pintat per Josep de Ribera

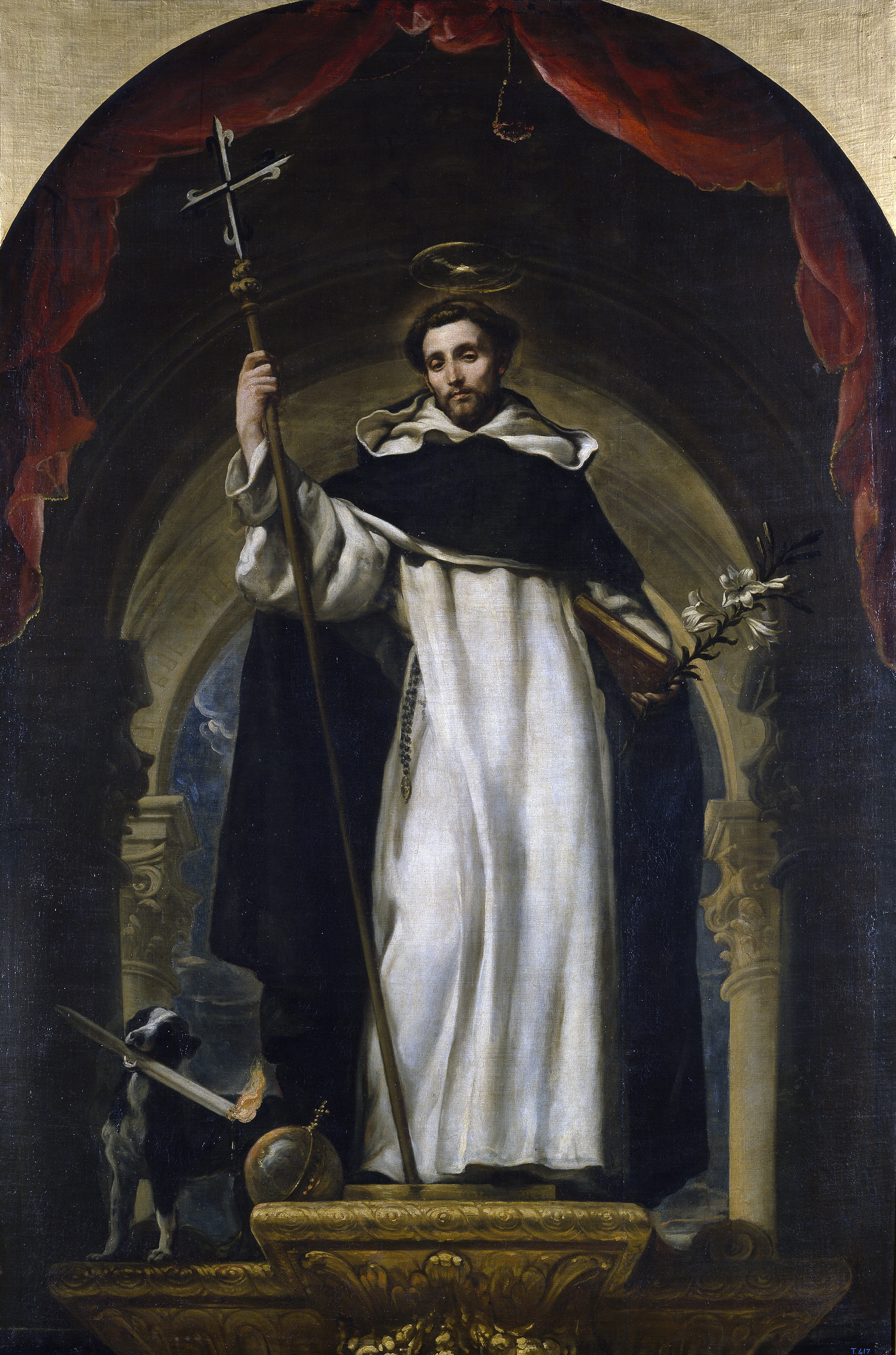
Domènec de Guzmán pintat per Claudio Coello

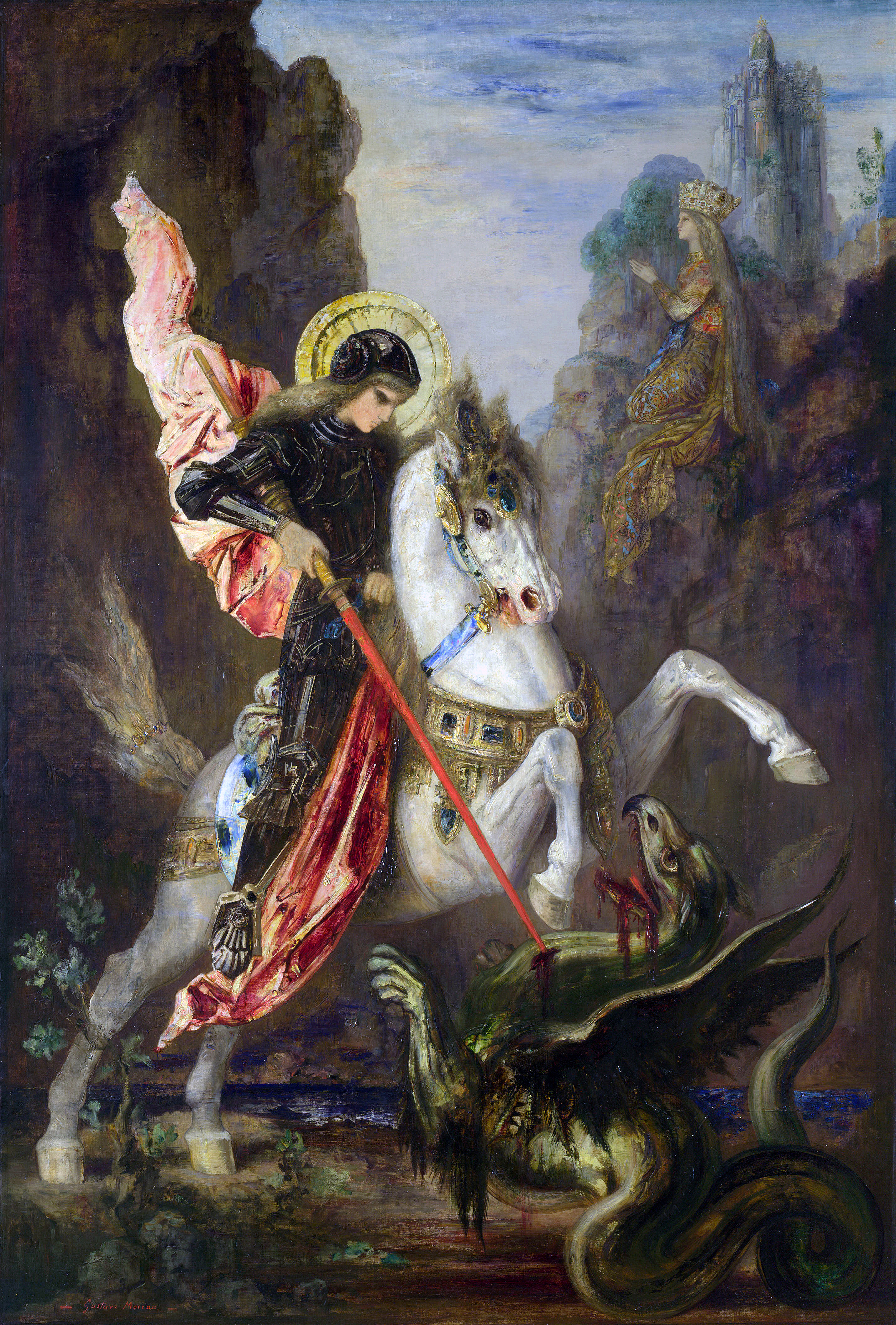
Sant Jordi en lluita amb el drac pintat per Gustave Moreau

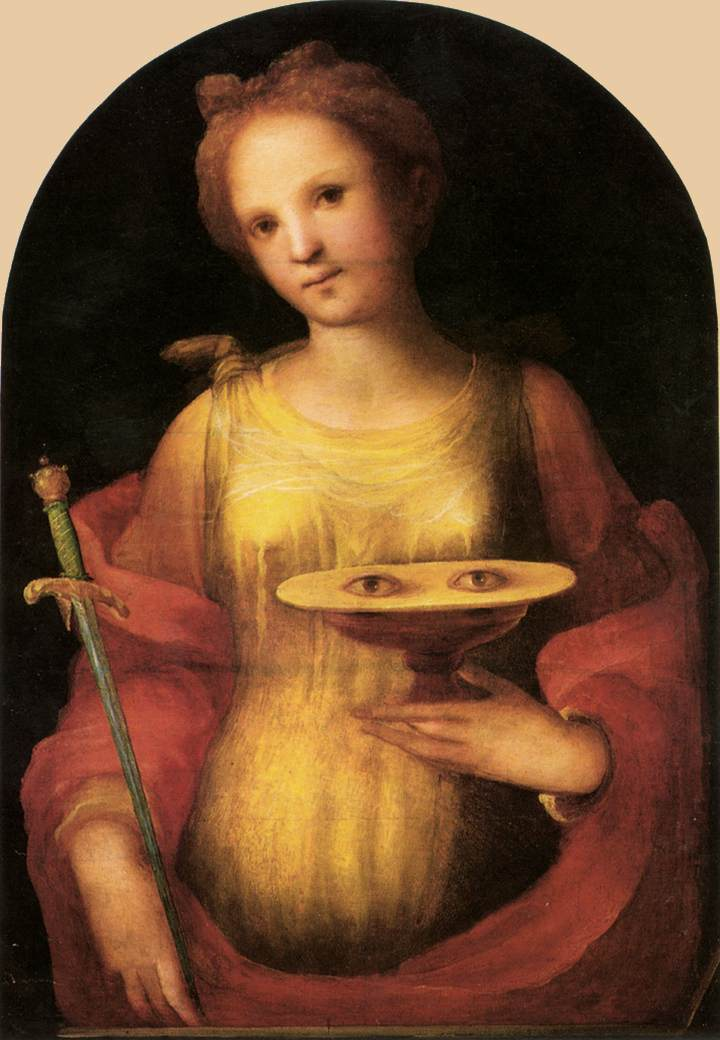
Llúcia de Siracusa pintada per Beccafumi

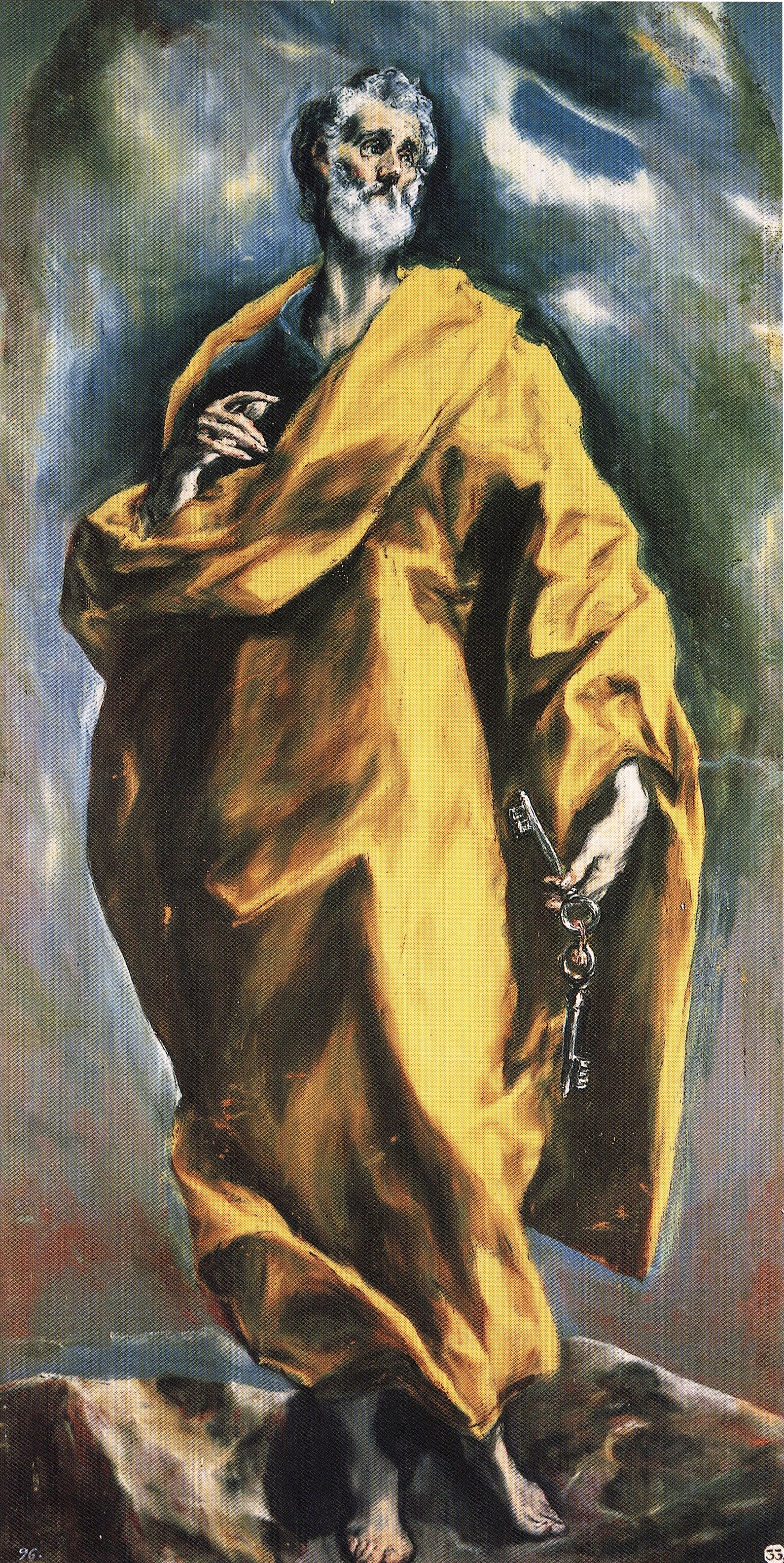
Sant Pere pintat pel Greco

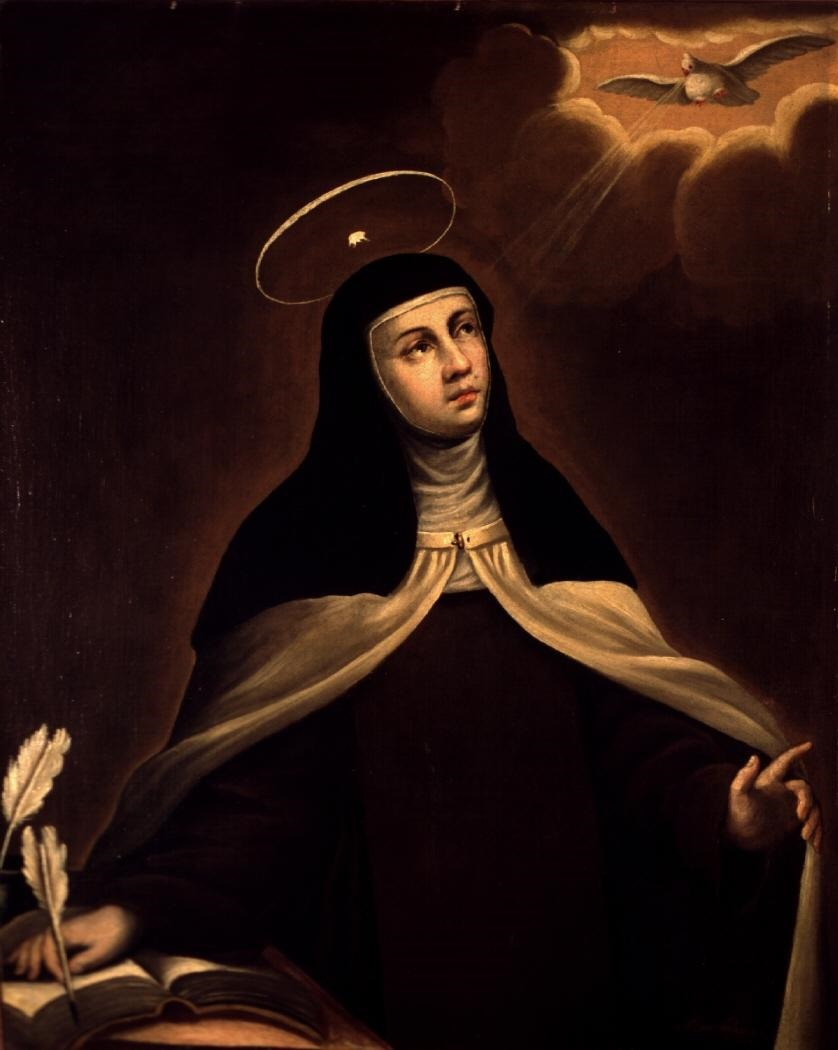
Santa Teresa pintada per Alonso del Arco

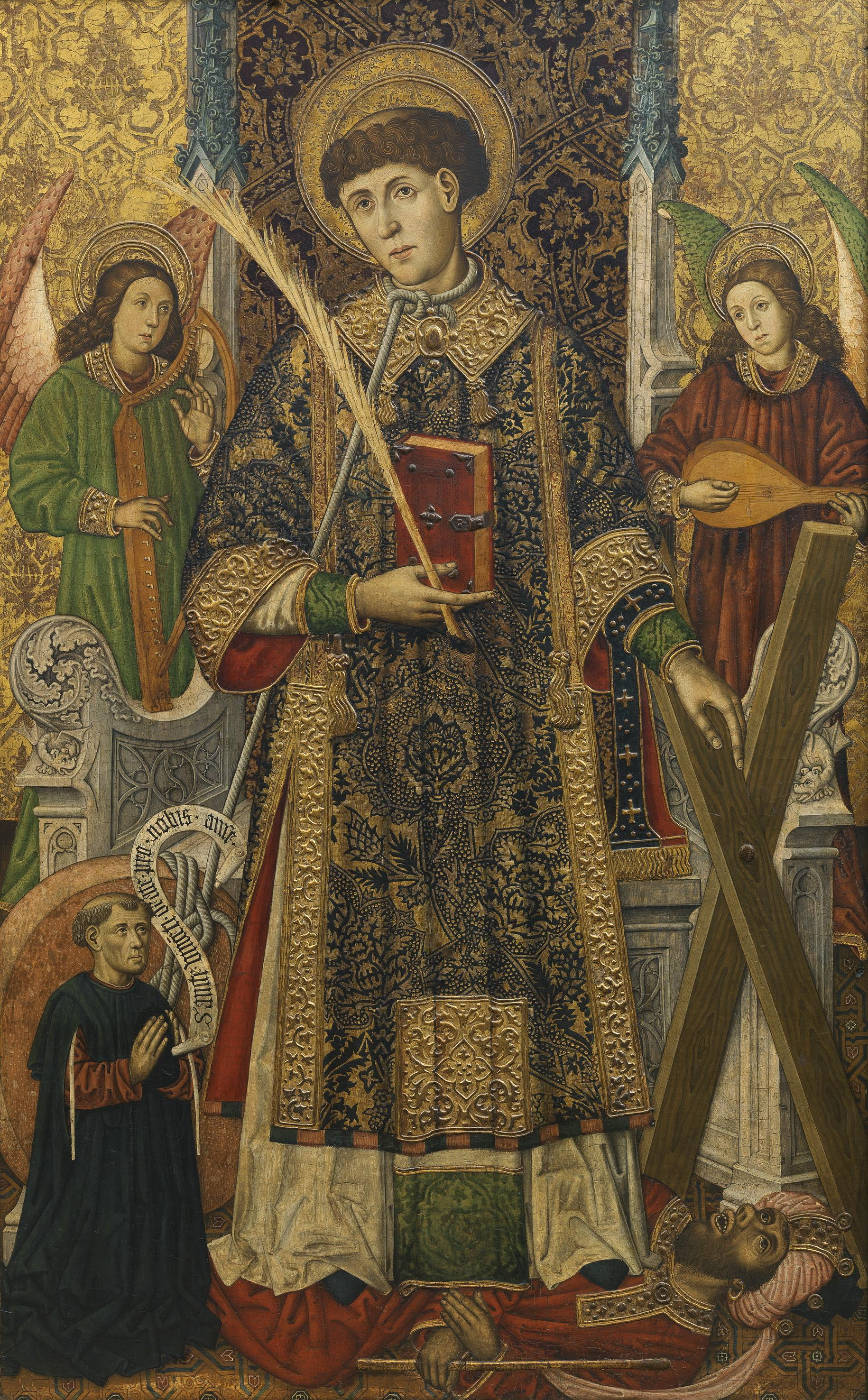
Sant Vicenç d'Osca amb tots els seus atributs iconogràfics

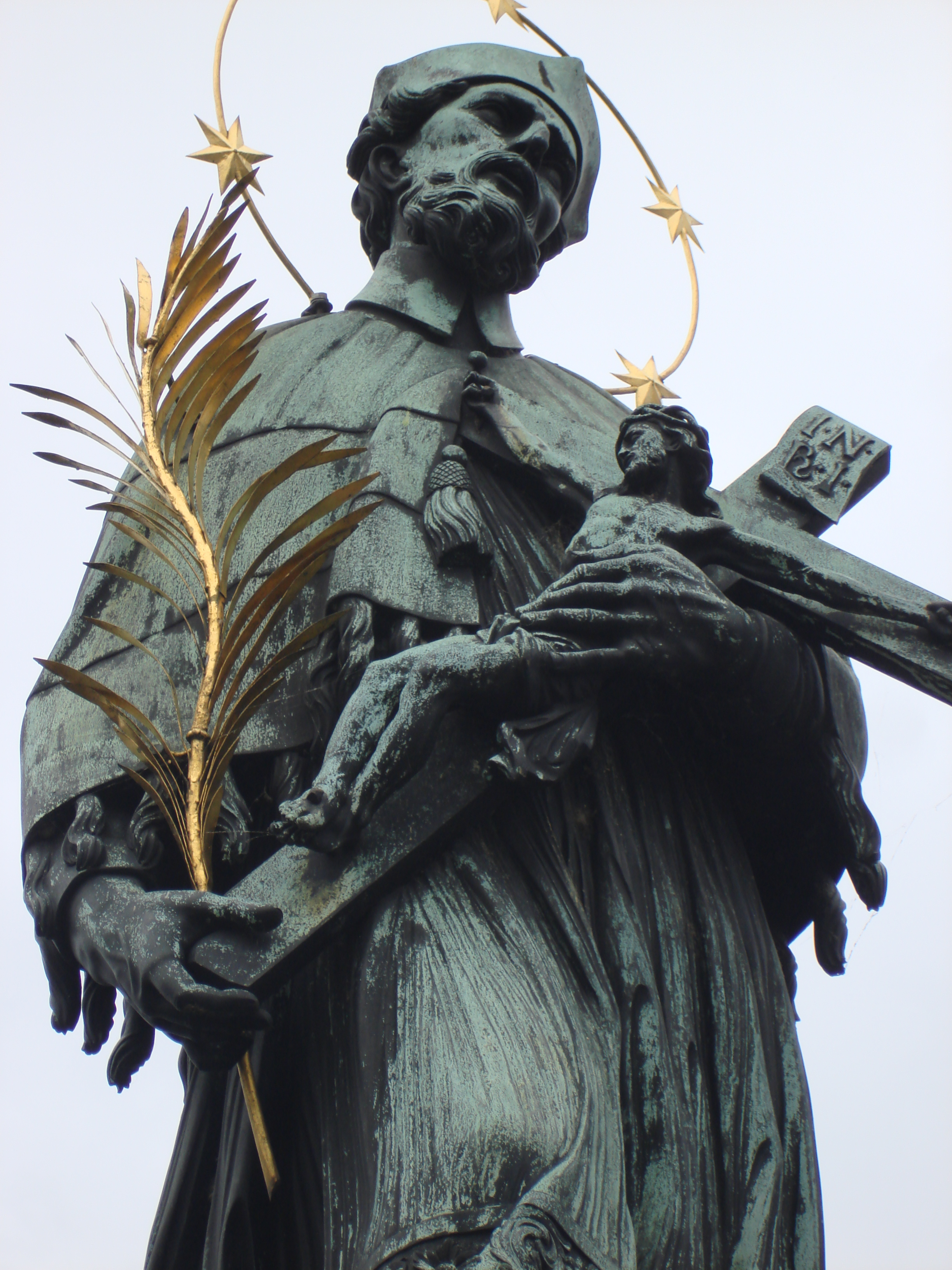
Joan Nepomucè (palma del martiri, creu)

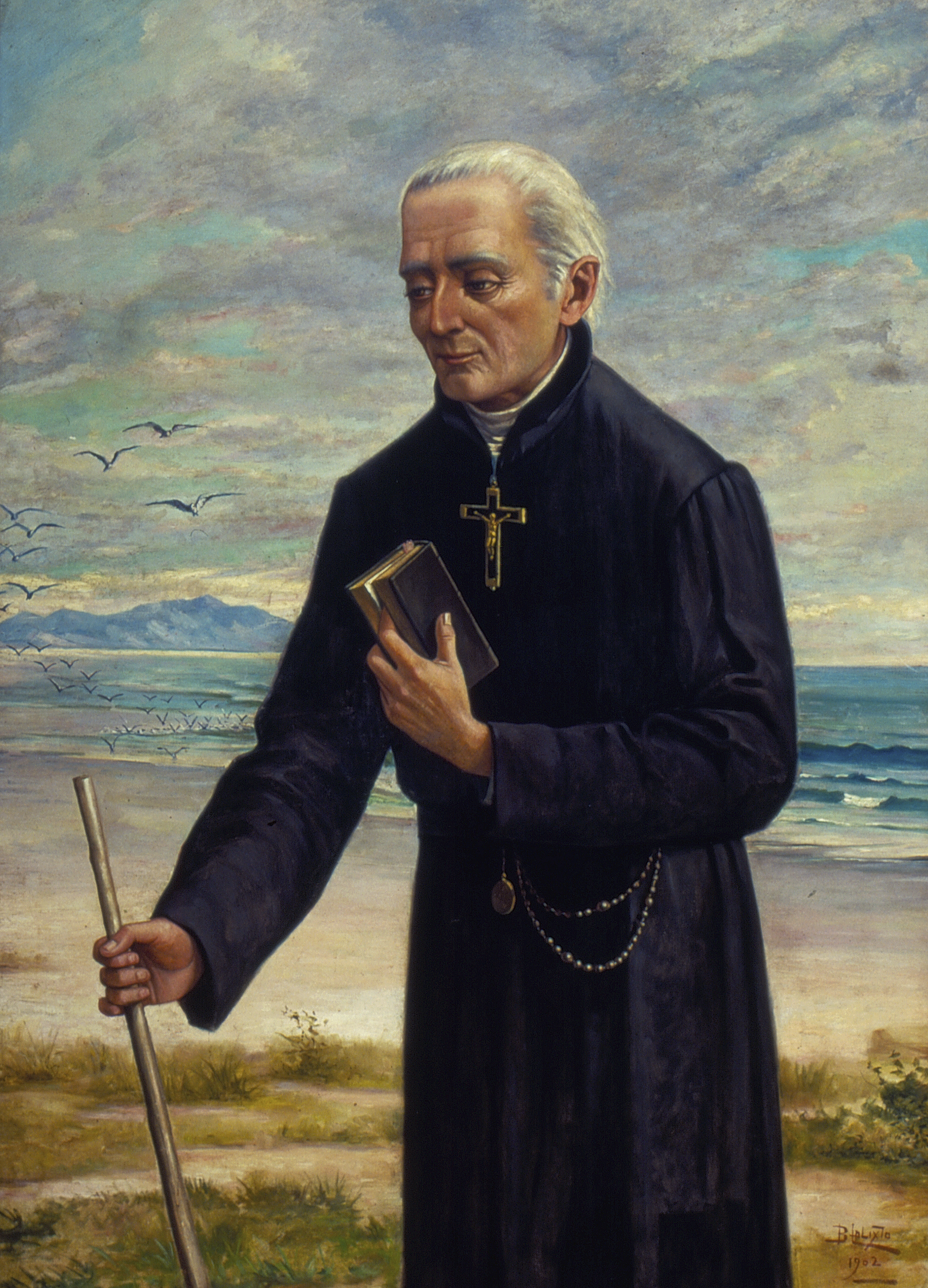
Sant José de Anchieta pintat per Benedito Calixto

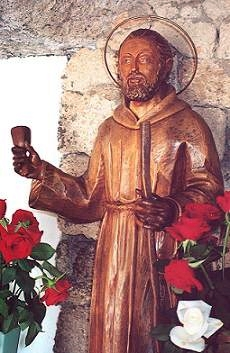
Sant Pedro de San José Betancur

| Nom                                | Atribut principal                                                          | Atribut secundari                                   | Altres atributs                                                        |  |
| ---------------------------------- | -------------------------------------------------------------------------- | --------------------------------------------------- | ---------------------------------------------------------------------- |  |
| Abdó i Senén (sant Nin i sant Non) | espasa                                                                     | corona                                              |                                                                        |  |
| Acaci de Melitene                  | Corona d'espines a la mà                                                   |                                                     |                                                                        |  |
| Àgata de Catània                   | Dos pits a sobre d'una taula o en un platet o safata                       | Tenalla o cisalla, palma                            | Edifici en flames                                                      |  |
| Agnès de Roma                      | Xai                                                                        | Espasa, palma de martiri                            |                                                                        |  |
| Agustí d'Hipona                    | Cor inflamat                                                               | Llibre                                              | Església a les mans, ploma                                             |  |
| Ambròs de Milà                     | Assot                                                                      | Rusc d'abelles, abelles                             | Llibre, ploma                                                          |  |
| Anastasi de Lleida                 | Vestit com un soldat romà                                                  | Palma                                               | Espasa, creu                                                           |  |
| Santa Anna                         | Sostenint la Mare de Déu                                                   | Llibre                                              |                                                                        |  |
| Andreu apòstol                     | Creu de Sant Andreu, en forma de X                                         |                                                     |                                                                        |  |
| Àngel Custodi                      | Nen agafant-li la cama o la mà                                             |                                                     |                                                                        |  |
| Antoni Abat                        | Campana                                                                    | Creu en forma de T                                  | Porc, dimoni                                                           |  |
| Antoni de Pàdua                    | Nen Jesús als braços                                                       | Lliri                                               | Llibre, creu                                                           |  |
| Apol·lònia d'Alexandria            | Dent                                                                       | Tenalles                                            |                                                                        |  |
| Bàrbara màrtir                     | Torre                                                                      | Espasa                                              | Calze, canó                                                            |  |
| Bartomeu apòstol                   | Pell escorxada                                                             | Ganivet                                             | Llibre                                                                 |  |
| Benet de Núrsia                    | Corb, amb un pa al bec                                                     | Bàcul pastoral i hàbit negre                        | Arbust, calze trencat, campana                                         |  |
| Bernadí de Siena                   | Fusta o Sol amb les lletres IHS                                            | Tres mitres al costat dels seus peus                |                                                                        |  |
| Bernat de Claravall                | Rusc d'abelles, abelles                                                    | Gos                                                 | Instruments de la passió, ploma, veient la mare de déu                 |  |
| Blai de Sebaste                    | Ganivet, de vegades clavat al coll                                         | Cera, espelma, espelmes creuades                    | Pinta de ferro                                                         |  |
| Bonaventura de Bagnoregio          | Eucaristia                                                                 | Barret de cardenal                                  | Ciborium, llibre                                                       |  |
| Bonifaci de Fulda                  | Llibre travessat per una espasa                                            | Tallant un roure amb una destral                    | Guineu, font, corb, fuet, espasa                                       |  |
| Brígida d'Irlanda                  | Bou                                                                        |                                                     |                                                                        |  |
| Santa Brígida de Suècia            | Llibre                                                                     | Bastó de pelegrí                                    |                                                                        |  |
| Canut IV de Dinamarca              | Insígnies reials                                                           | Daga                                                | Llança o fletxa                                                        |  |
| Carles Borromeo                    | Indumentària de cardenal                                                   | Assistint els afectats per la pesta                 | Corda al coll                                                          |  |
| Casimir                            | Insígnies ducals                                                           | Lliri i creu o rosari                               |                                                                        |  |
| Caterina d'Alexandria              | Roda dentada, sovint trencada                                              | Espasa                                              | Corona, llibre                                                         |  |
| Caterina de Ricci                  | Anell                                                                      | Corona                                              | Crucifix                                                               |  |
| Caterina de Siena                  | Cor amb creu                                                               | Estigmes                                            | Creu, anell, lliri                                                     |  |
| Cecília de Roma                    | Orgue                                                                      | Àngels músics                                       | Espasa i palma de martiri                                              |  |
| Ciríac                             | Dimoni lligat                                                              | Vestimenta de diaca                                 |                                                                        |  |
| Clara d'Assís                      | Custòdia                                                                   | Hàbit de monja clarissa                             |                                                                        |  |
| Climent I                          | Àncora                                                                     | Peix                                                | Creu marina (Creu de Sant Climent), tiara papal                        |  |
| Corbinià de Freising               | Os amb sella                                                               |                                                     |                                                                        |  |
| Cosme i Damià                      | Ampolla                                                                    | Recipient amb ungüent                               | Malalt al llit amb una cama negra                                      |  |
| Crispí i Crispinià                 | Eines de sabaters                                                          |                                                     |                                                                        |  |
| Cristina de Bolsena                | Roda de molí (al costat o lligada al coll)                                 | Fletxes                                             | Palma, Indumentària que reflecteix el seu llinatge noble               |  |
| Cristòfor de Lícia                 | Com a gegant, amb el Nen Jesús a les seves espatlles                       | Arbre, palma o branca com a bastó                   | Travessant un riu                                                      |  |
| Daniel (profeta)                   | Lleons                                                                     |                                                     |                                                                        |  |
| David d'Israel                     | Arpa                                                                       | Corona                                              | Llibre, escrivint                                                      |  |
| Dionís de París                    | Cap tallat a les seves mans                                                | Robes de bisbe                                      |                                                                        |  |
| Domènec de Guzmán                  | Rosari                                                                     | Estrella sobre el cap                               | Gos blanc i negre, amb una torxa encesa a la boca, hàbit blanc i negre |  |
| Dorotea                            | Cistella de flors, flors                                                   | Roses a la falda                                    |                                                                        |  |
| Edmon d'Ànglia de l'Est            | Buirac                                                                     |                                                     |                                                                        |  |
| Elies                              | Eremita                                                                    | Carro de foc                                        |                                                                        |  |
| Elisabet d'Aragó                   | Corona                                                                     | Portant flors i menjar a la falda                   |                                                                        |  |
| Elisabet d'Hongria                 | Captaires, pobres                                                          | Pans, Bol amb pans                                  | Roses o flors, almoina, garrafa                                        |  |
| Elm o Telm                         | Vaixell                                                                    | Torxa o ciri                                        | Hàbit de l'orde dominicà                                               |  |
| Eloi de Noyon                      | Indumentària de bisbe                                                      | Eines de ferrer (mall, enclusa)                     |                                                                        |  |
| Emilià de la Cogolla               | Monjo muntat a cavall, lluitant                                            |                                                     |                                                                        |  |
| Erasme de Fòrmia                   | Cabrestant amb els budells embolicats                                      | Vaixell                                             |                                                                        |  |
| Escolàstica de Núrsia              | Colom volant                                                               | Hàbit de monja, negre                               |                                                                        |  |
| Esteve màrtir                      | Pedres a la mà                                                             | Indumentària de diaca                               | Llibre                                                                 |  |
| Esteve I d'Hongria                 | Corona de sant Esteve                                                      | Creu de doble travesser                             |                                                                        |  |
| Eustaqui de Roma                   | Cérvol amb una creu entre les seves banyes                                 | Roba de Cacera                                      | Crucifix, forn, trompa                                                 |  |
| Felip apòstol                      | Columna                                                                    |                                                     |                                                                        |  |
| Felip Neri                         | Lliri                                                                      |                                                     |                                                                        |  |
| Filomena de Roma                   | Àncora                                                                     |                                                     |                                                                        |  |
| Florià de Lorch                    | Recipient o cub amb aigua                                                  | Casa en flames                                      |                                                                        |  |
| Francesc d'Assís                   | Estigmes, veient Crist al cel                                              | Hàbit franciscà, cinyell de corda                   | Llop, calavera, predicant als ocells                                   |  |
| Francesc Xavier                    | Cor en flames                                                              | Crucifix                                            | Campana, Cranc amb una Creu                                            |  |
| Gabriel (arcàngel)                 | Lliri, que ofereix a la Mare de Déu en les representacions de l'anunciació | Filacteri amb l'escriptura Ave Maria Gratia Plena   | Trompeta                                                               |  |
| Gal                                | Ós                                                                         |                                                     |                                                                        |  |
| Genoveva                           | Espelma                                                                    | Pa                                                  | Bestiar, ramat, claus, vaixell                                         |  |
| Gertrudis de Nivelles              | Corona                                                                     | Filosa                                              | Ratolí, lliri                                                          |  |
| Gervasi i Protasi                  | Palma i espasa                                                             | Vestits amb túnica o clàmide                        | Creu, corda, corona                                                    |  |
| Gil l'Eremita                      | Cérvola, cérvol                                                            | Fletxa                                              | H'abit benedictí. A Catalunyaː olla, campana i creu.                   |  |
| Gregori el Gran                    | Colom a la seva espatlla                                                   | Tiara                                               | Bastó pastoral, escrivint un llibre                                    |  |
| Guillem de Vercelli                | Bastó pastoral                                                             | llop                                                |                                                                        |  |
| Guiu de Lucània                    | Gall                                                                       | Cassola                                             | Creu                                                                   |  |
| Helena de Constantinoble           | Sostenint una creu gran i els tres claus de Crist                          | Corona                                              |                                                                        |  |
| Hipòlit de Roma                    | Cavall                                                                     | Arnès militar, roba de soldat                       |                                                                        |  |
| Hubert                             | Cérvol amb una creu entre les seves banyes                                 | Roba de caçador                                     |                                                                        |  |
| Ignasi de Loiola                   | IHS al seu pit                                                             | Casot                                               | Eucaristia, llibre                                                     |  |
| Isidor de Sevilla                  | Llibre                                                                     | Ploma                                               | Robes de bisbe                                                         |  |
| Jaume el Major                     | Petxina de pelegrí                                                         | Ampolla, pal o bossa de pelegrí                     | Clau, espasa                                                           |  |
| Jaume el Menor                     | Eina per batanejar tela                                                    | Escaire de Fuster                                   | Alabarda, porra, serra                                                 |  |
| Jaume el Just                      | Escaire de fuster                                                          | Alabarda                                            | Porra, serra                                                           |  |
| Jeroni d'Estridó                   | Birret i roba de cardenal                                                  | Lleó                                                | Creu, Calavera, Llibres, Materials per escriure                        |  |
| Sant Jordi                         | drac, lluitant o matant-lo                                                 | Com a soldat, a cavall                              |                                                                        |  |
| José de Anchieta                   | Llibre de l'evangeli i crucifix                                            | Bastó                                               |                                                                        |  |
| Josep de Natzaret                  | Nen Jesús als braços                                                       | Vara d'assutzenes                                   | Eines de fuster (guillame, escaire)                                    |  |
| Joan Berchmans                     | Regla de Sant Ignasi de Loiola                                             | Creu                                                | Rosari                                                                 |  |
| Joan Crisòstom                     | Abelles                                                                    | Colom                                               | Ploma                                                                  |  |
| Joan de Déu                        | Malalt portat en braços                                                    | Cor                                                 | Corona d'espines, magrana                                              |  |
| Joan Baptista                      | Pell d'animal, làbarum                                                     | Xai                                                 | Cap en safata o bol                                                    |  |
| Joan Evangelista                   | Àguila                                                                     | Calze amb serp                                      | Cassola, evangeli                                                      |  |
| Joan Nepomucè                      | Llengua                                                                    | Crucifix                                            |                                                                        |  |
| Joana d'Arc                        | Escut i estendard                                                          | Creu de Lorena                                      |                                                                        |  |
| Judes Tadeu                        | Espasa                                                                     | Escaire                                             | Porra, vaixell                                                         |  |
| Just i Pastor                      | Palma                                                                      | Llibre                                              | Túnica curta o indumentària infantil                                   |  |
| Justí el Màrtir                    | Destral                                                                    | Espasa                                              |                                                                        |  |
| Leandre de Sevilla                 | Ploma                                                                      | Llibre                                              | Robes de bisbe                                                         |  |
| Lleonard de Noblac                 | Presoner                                                                   | Cadenes                                             | Pany, Manilles                                                         |  |
| Libori                             | Paó                                                                        | Grava                                               | Pedres sobre un llibre                                                 |  |
| Llorenç màrtir                     | Graella                                                                    | Evangeliari                                         | Creu, moneder, robes de diaca                                          |  |
| Lluc (evangelista)                 | Bou                                                                        | Llibre                                              | Pinzell, paleta                                                        |  |
| Llúcia de Siracusa                 | Bol o safata amb ulls                                                      | Corda                                               | Làmpada, palma                                                         |  |
| Lluís IX de França                 | Corona d'espines a la mà                                                   | Corona reial al cap                                 | Claus a la mà                                                          |  |
| Madrona de Tessalònica             | Vaixell en miniatura                                                       | Palma                                               |                                                                        |  |
| Marc                               | Lleó amb ales                                                              | Llibre                                              |                                                                        |  |
| Margarida d'Antioquia              | Drac, o drac encadenat                                                     | Creu                                                |                                                                        |  |
| Maria Magdalena                    | Pom amb ungüents                                                           | Sudari                                              | Com a penitent, en una cova, amb una calavera                          |  |
| Marta de Betània                   | Caldereta, hisop                                                           | Drac lligat o encadenat                             |                                                                        |  |
| Maria de Cervelló                  | Vaixell en miniatura                                                       | Hàbit mercedari, amb escut al pit                   |                                                                        |  |
| Martí de Porres                    | Escombra                                                                   | Menjant junts d'un sol plat un gos, ratolí i un gat | Hàbit dominic                                                          |  |
| Martí de Tours                     | Partint la seva capa i donant-la a un pobre                                | Robes de bisbe, fent almoina                        |                                                                        |  |
| Mateu apòstol (Evangelista)        | Destral                                                                    | Àngel, Home amb ales                                | Alabarda o Llança, Monedera, llibre                                    |  |
| Maties                             | Destral                                                                    | Alabarda                                            | Creu, Dau                                                              |  |
| Matilda de Ringelheim              | Moneder                                                                    | Almoina                                             |                                                                        |  |
| Maurici d'Agaunum                  | Bandera                                                                    | Llança                                              | Escut                                                                  |  |
| Maur abat                          | Balança                                                                    | Crossa                                              | Pala                                                                   |  |
| Miquel Arcàngel                    | Drac o monstre que simbolitza Llucifer                                     | Balança per pesar ànimes (psicòstasi)               | Estendard, Espasa, el lema Quis ut Deus                                |  |
| Mònica d'Hipona                    | Mocador                                                                    | Llàgrimes                                           |                                                                        |  |
| Nicolau de Mira                    | Bóta amb tres nens que en surten                                           | Tres verges a qui dona tres bosses d'or             | Vaixell, tres Moneders, Àncora                                         |  |
| Nicolau de Flüe                    | Rosari                                                                     |                                                     |                                                                        |  |
| Nicolau de Tolentino               | Perdiu                                                                     |                                                     |                                                                        |  |
| Norbert                            | Custòdia                                                                   | Calze                                               | Bastó                                                                  |  |
| Oda d'Escòcia                      | Vestit llarg amb una espatlla en descobert                                 | Llibre                                              | Garsa a la seva mà, corona sota dels seus peus, bastó                  |  |
| Olaf II de Noruega                 | Insígnies reials                                                           | Destral                                             |                                                                        |  |
| Osvald de Northúmbria              | Corb                                                                       | Corona reial                                        |                                                                        |  |
| Pancraç de Roma                    | Espasa                                                                     |                                                     |                                                                        |  |
| Pantaleó                           | Mans clavades                                                              |                                                     |                                                                        |  |
| Pasqual Bailón                     | Custòdia                                                                   | Núvols                                              |                                                                        |  |
| Pau de Tars                        | Espasa                                                                     | Llibre o rotlle                                     | A cavall o caient-ne                                                   |  |
| Pere apòstol                       | Claus (de porta)                                                           | Tiara papal i altres honors                         | Gall, creu invertida, barca o xarxa                                    |  |
| Pedro Betancur                     | Campana i hàbit franciscà                                                  | Llança de pastor canari                             |                                                                        |  |
| Pere d'Alcántara                   | Confessant Santa Teresa                                                    | Creu al pit                                         | Hàbit franciscà                                                        |  |
| Pere de Verona (Pere Màrtir)       | Ganivet clavat al cap                                                      | Palma amb tres corones                              | Hàbit dominicà                                                         |  |
| Pere Nolasc                        | Estendard o pal de doble travesser                                         | Cadenes o grillons trencats                         | Hàbit mercedari                                                        |  |
| Patrici d'Irlanda                  | Creu                                                                       | Arpa                                                | Serp, pila baptismal, dimonis                                          |  |
| Quitèria                           | Gos                                                                        | Llibre amb un salm del Rei David, (lliri)           | Palma del martiri, corona                                              |  |
| Arcàngel Rafael                    | Peix                                                                       | Conduint el fill de Tobies                          |                                                                        |  |
| Ramon Nonat                        | Custòdia o ostensori                                                       | Palma amb tres corones                              | Candau a la boca                                                       |  |
| Ramon de Penyafort                 | Clau d'or                                                                  | Llibre                                              | Hàbit dominicà                                                         |  |
| Rita de Cascia                     | Roses, figues                                                              | Crucifix i corona d'espines al front                | Espina, amb ferida al seu front                                        |  |
| Roc                                | Ferida a la cama                                                           | Àngel                                               | Gos, pa                                                                |  |
| Rosa de Lima                       | Corona d'espines                                                           | Àncora                                              | Ciutat                                                                 |  |
| Sebastià màrtir                    | Fletxes al seu cos                                                         | Corona                                              | Com a soldat romà                                                      |  |
| Simó apòstol                       | Destral                                                                    | Serra                                               | Rems creuats                                                           |  |
| Tecla d'Iconi                      | Palma                                                                      | Braç reliquier                                      | Creu o lletra Tau                                                      |  |
| Teodor d'Amasia                    | Cocodril                                                                   | Com a soldat                                        |                                                                        |  |
| Teresa de Jesús                    | Cor travessat per una fletxa                                               | Llibre                                              | Birret acadèmic                                                        |  |
| Teresa de Lisieux                  | Roses entrellaçant-se amb un Crucifix                                      |                                                     |                                                                        |  |
| Tomàs d'Aquino                     | Calze                                                                      | Església                                            | Custòdia, Paloma, Bou, llibre                                          |  |
| Tomàs apòstol                      | Escaire, bloc de pedra                                                     | Destral                                             | Llança                                                                 |  |
| Thomas More                        | Destral                                                                    |                                                     |                                                                        |  |
| Ulric d'Augsburg                   | Peix                                                                       |                                                     |                                                                        |  |
| Urbà I                             | Vinya, raïm                                                                | Rusc d'Abelles                                      | Tiara papal                                                            |  |
| Urbà de Langres                    | Vinya, raïm                                                                |                                                     |                                                                        |  |
| Úrsula de Colònia                  | Verges sota de la seva capa                                                | Fletxes a la seva mà                                | Vaixell                                                                |  |
| Verònica                           | Sudari amb la cara de Crist                                                |                                                     |                                                                        |  |
| Vicenç de Paül                     | Nens al voltant                                                            |                                                     |                                                                        |  |
| Vicenç d'Osca                      | Roda de molí                                                               | Creu en aspa                                        | Corbs                                                                  |  |
| Vicent Ferrer                      | Predicant amb el dit assenyalant el cel                                    | Púlpit, predicant                                   | Trompeta, captius                                                      |  |
| Víctor de Marsella                 | Roda de molí                                                               | Palma de martiri                                    | Indumentària de soldat romà o cavallar medieval                        |  |
| Wendelin                           | Pal de pastor                                                              |                                                     |                                                                        |  |
| Zacaries I                         | Junt amb el Rei Liutprand                                                  | Branca d'olivera                                    | Colom                                                                  |  |